# فيلي بانكس
فيلي بانكس (بالإنجليزية: Willie Banks)‏ هو منافس ألعاب قوى أمريكي، ولد في 11 مارس 1956 في فيرفيلد في الولايات المتحدة.

## وصلات خارجية
- فيلي بانكس على موقع الاتحاد الدولي لألعاب القوى (الإنجليزية)
- فيلي بانكس على موقع الاتحاد الأمريكي لسباقات المضمار والميدان، قاعة المشاهير (الإنجليزية)
- فيلي بانكس على موقع اللجنة الأولمبية الدولية (الإنجليزية)
- فيلي بانكس على موقع أوليمبيديا (الإنجليزية)